# Camí de Rodelló
El Camí de Rodelló és un camí del terme de Castell de Mur, Pallars Jussà, dins de l'antic terme de Guàrdia de Tremp.
Arrenca de la mateixa vila de Guàrdia de Noguera, des d'on en marxa cap al sud, passant per davant -llevant- de l'Era del Moliner de Placito. Després deixa a llevant el Tros del Safareig i a ponent la Zona Esportiva Municipal, i s'adreça al costat oriental de la partida de la Torreta, passada la qual travessa la llau de Rodelló pel Pont de Rodelló. En aquest punt el camí que estava seguint la direcció sud i sud-oest en el darrer tram, es desvia cap a llevant, per acabar d'arribar a la partida de Rodelló en 1 quilòmetre.
Una mica abans del final del seu trajecte, se'n desvia el Camí dels Prats de Dalt, que en marxa cap al sud.

## Etimologia
Pren el nom de la partida de Rodelló, que és on mena.